# Fűzvölgy
Fűzvölgy là một thị trấn thuộc hạt Zala, Hungary. Thị trấn này có diện tích 3,14 km², dân số năm 2010 là 141 người, mật độ 45 người/km².